# トゥルヴァ・ナラサー・ナーヤカ
トゥルヴァ・ナラサー・ナーヤカ（テルグ語：తుళువ నరస నాయకుడు, タミル語：துளுவ நரச நாயக்கன், 英語：Tuluva Narasa Nayaka, 生年不詳 - 1503年）は、南インド、ヴィジャヤナガル王国の軍司令官、摂政。ナラサー・ナーヤカとも呼ばれる。
「マハープラダーナ（Mahapradhana, 偉大な大臣）」の称号で呼ばれた彼はヴィジャヤナガル王国の実権を10数年にわたり握り続け、その死後に発生したサールヴァ朝からトゥルヴァ朝への王朝交代における事実上の立役者であり、3人の息子ヴィーラ・ナラシンハ・ラーヤ、クリシュナ・デーヴァ・ラーヤ、アチュタ・デーヴァ・ラーヤはヴィジャヤナガル王となった。

## 生涯
15世紀後半、ヴィジャヤナガル王国がデカンのバフマニー朝やオリッサのガジャパティ朝に攻められていた際、チャンドラギリの長官サールヴァ・ナラシンハに父トゥルヴァ・イーシュヴァラ・ナーヤカとともに従い、数多くの武功を挙げた。
1485年、サールヴァ・ナラシンハは首都ヴィジャヤナガルの混乱を見て、サンガマ朝から王位の簒奪を計画し、ナラサー・ナーヤカをヴィジャヤナガルへと向かわせた。王であったプラウダ・ラーヤはこれに驚いて首都を捨て逃げ出し、1486年にサールヴァ・ナラシンハは王に推挙され、サールヴァ朝を創始した。
1491年、サールヴァ・ナラシンハが死亡し、その幼い息子ティンマ・ブーパーラが即位し、ナラサー・ナーヤカがその摂政となったが、軍司令官の一人に殺害されてしまう。
だが、ナラサー・ナーヤカはこの混乱を収束し、その弟であるインマディ・ナラシンハ・ラーヤを即位させた。彼はその摂政となり、これにより王国の実権と絶大な権力を握ったが、決して王位を簒奪することはせず、領土の回復に努めた。
1496年から翌1497年にかけては、ナラサー・ナーヤカは離反していたタミル地方のタンジャーヴールとティルチラーパッリ、マドゥライとのその一帯およびケーララ地方に遠征し、カーヴェーリ川からコモリン岬に至る一帯を回復した。
とはいえ、1496年にはガジャパティ朝が侵入し、ペンナールを奪われたが、ナラサー・ナーヤカは何もせず、それ以降のガジャパティ朝との争いは一進一退であった。
さて、バフマニー朝は1490年の時点ですでにビジャープル王国、アフマドナガル王国、ベラール王国に分裂し、ライチュール地方はビジャープル王国が領有していた。バフマニー朝宰相カーシム・バリードはビジャープル王国に対抗するため、両国の係争地であったライチュールのライチュール城を渡す代わりに、ヴィジャヤナガル王国の援助をナラサー・ナーヤカに求めていた。
ナラサー・ナーヤカはこの提案に応じ、ライチュール地方への出兵をしばしば行ったが、不成功に終わった。また、同時にライチュール地方をめぐりヴィジャヤナガル王国とビジャープル王国との対立が始まった。
1503年、トゥルヴァ・ナラサー・ナーヤカは死亡し、息子のヴィーラ・ナラシンハ・ラーヤがその地位を継承した。その死までに、ヴィジャヤナガル王国は本来の領域の多くを取り戻していた。

## 死後
1505年、ヴィーラ・ナラシンハ・ラーヤはサールヴァ朝から王位を奪い、新たにトゥルヴァ朝を創始した。これはナラサー・ナーヤカが王国内において絶大な権力を成し、その基盤を譲られたからこそ成功したものであった。
1509年、その弟であるクリシュナ・デーヴァ・ラーヤが王位を継承すると、彼はガジャパティ朝とビジャープル王国との戦いで多くの勝利をおさめ、王国の版図を最大にした。また、彼の治世はさまざまな面でヴィジャヤナガル王国が非常に発展した時期でもあった。
しかし、その没後、王国の政権は有力なナーヤカらによって激しい争いに巻き込まれ、最終的にその一人であるラーマ・ラーヤに握られることとなった。それはナラサー・ナーヤカが絶大な権力を握ったいえど所詮は一介のナーヤカにすぎず、王朝そのものに権威たるものがなく、王朝に有能な君主がいないな場合はその存続が危ぶまれることを証明していた。

## 関連文献
- Dr. Suryanath U. Kamat, Concise History of Karnataka, 2001, MCC, Bangalore (Reprinted 2002)
- Prof K.A. Nilakanta Sastry, History of South India, From Prehistoric times to fall of Vijayanagar, 1955, OUP, New Delhi (Reprinted 2002)